# Caïc
El riu Caïc (en grec antic: Κάϊκος, llatí: Caīcus), modernament dit Bakır Çay (en turc), és un riu de Turquia que neix a la província de Manisa i desemboca a la mar Egea a la província d'Esmirna, vora la ciutat de Çandarli.
El riu travessa els territoris de les antigues ciutats de Pèrgam, Temnos i Elea, i desemboca on hi havia l'antiga Pítana. Ja és esmentat per Hesíode, i Plutarc diu que el seu heroi epònim fou Caïcos, fill d'Hermes, qui s'hi llançà després de descobrir que la jove amb qui havia tengut relacions era la seva germana Alcipe.
Sembla que podria tractar-se del riu Seha de les fonts hittites (alternativament, es podria tractar de l'Hermos, el seu veí al sud).